# شیکیگامی

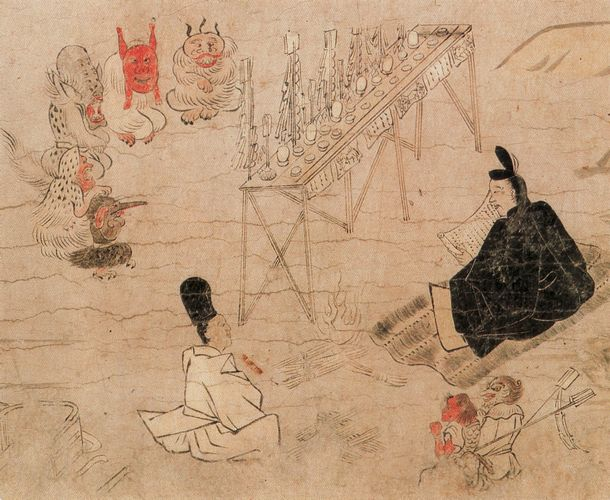
آبه نو سیمی و شیکیگامی‌اش (پایین سمت راست) در برابر جمعی از ارواح شیطانی خداگونه

شیکیگامی (式神) (همچنین شیکی-نو-کامی (式の神) خوانده می‌شود) اصطلاحی برای موجودی از فولکلور ژاپنی است. به گفته اینوئه نوبوتاکا، محقق شینتو، تصور می‌شود که نوعی کامی باشد که به صورت یک شبح کوچک نمایان می‌شود. اعتقاد به شیکیگامی از تکنیک اونمیو-دو سرچشمه می‌گیرد. طبق سنت اونمیو-دو، شیکیگامی نمادی از قدرت اونمیو-جی است زیرا اونمیو-جی قادر است آزادانه از شیکیگامی با قدرت‌های جادویی استفاده کند. از دههٔ ۱۰۰۰ دوره هی‌آن با «نفرین» همراه بوده و اغلب در ادبیات ژاپنی و اماکیمونو به شکل پرنده یا کودک به تصویر کشیده شده است. آن‌ها ارواح خدمتگزاری هستند که توسط اونمیو-جی‌ها در آیین‌ها برای اهداف مختلف استفاده می‌شوند. برخی به عنوان طلسم برای خوش‌اقبالی، بعضی به عنوان تعویذ جهت محافظت، و برخی به عنوان نفرین استفاده می‌شوند. فراخواندن شیکیگامی به معنای فراخواندن یک ایزد، دیو، یوکای یا یک شبح و استفاده از قدرت آن برای انجام کاری است.

## شرح
شیکیگامی موجوداتی احضار شونده هستند که از طریق یک مراسم پیچیده احضار، زنده شده‌اند. قدرت آن‌ها بستگی به نیروی معنوی اربابشان دارد، که اگر احضارکننده با تجربه باشد و به خوبی نیز معرفی شده باشد، شیکی آن‌ها می‌تواند حیوانات و حتی انسان‌ها را تسخیر، و آن‌ها را کنترل کند، اما اگر احضارکننده بی‌احتیاطی کند، شیکیگامی آن‌ها ممکن است به مرور زمان از کنترل خارج شود، اراده و خودآگاهی خود را به‌دست‌آورد و حتی می‌تواند به ارباب خود حمله کند و او را برای گرفتن انتقام بکشد. معمولاً شیکیگامی برای انجام دستورهای خطرناک برای اربابان خود، مانند جاسوسی، دزدی و ردیابی دشمن، احضار می‌شوند. گفته می‌شود شیکیگامی اغلب نامرئی هستند، اما می‌توان با اتصالشان به مانکن‌های کاغذی تا شدهٔ کوچک، آن‌ها را مرئی کرد. همچنین شیکیگامی‌هایی وجود دارند که می‌توانند خود را در هیئت حیوان نشان دهند.
اگرچه شیکیگامی‌ها قدرتمند و ترسناک هستند، شاید ترسناک‌ترین جنبهٔ آن‌ها این باشد که هرگز تحت ارادهٔ خود عمل نمی‌کنند؛ آن‌ها بردگانی در خدمت کاربران جادوگر انسانی هستند که به آن‌ها می‌گویند چه کار کنند.

## در فرهنگ عامه
در جهان مانگا و انیمهٔ جوجوتسو کایسن، شیکیگامی نقش محوری در انبار جادوگران جوجوتسو، به‌ویژه شخصیت مِگومی فوشیگورو، ایفا می‌کند. موجودات فراطبیعی که از طریق کنترل انرژی نفرین شده احضار می‌شوند، و معمولاً توسط طلسم‌ها و فرا خواندن جادو تسهیل می‌شوند.